# NGC 654
NGC 654 là tên của một cụm sao mở nằm trong chòm sao Thiên Hậu. Năm 1787, nhà thiên văn học người Anh gốc Đức William Herschel đã phát hiện ra cụm sao này. Với cấp sao biểu kiến của nó là 6,5, ta có thể nhìn thấy nó với một ống nhòm. Nó nằm ở phía 2,5 độ của cung tròn theo hướng đông bắc của ngôi sao Delta Cassiopeiae. Một ngôi sao siêu khổng lồ có cấp sao biểu kiến là 7, loại quang phổ là F5Ia có màu hơi vàng có thể là thành viên của cụm sao này.
Khoảng cách của nó là 2400 parsec, tuổi của nó rất nhỏ, khoảng xấp xỉ 15 triêu năm nhưng có thể tuổi của nó lên đến 40 triệu năm. Vùng trung tâm của cụm sao này thì có ít sắc đỏ hơn phần còn lại. Để giải thích điều này, người ta giả thuyết rằng là do hai lớp bụi (một có khoảng cách là 200 parsec, một có khoảng cách 1000 parsec) ở giữa hệ mặt trời và cụm sao này. Phía sau cụm sao này lại còn có thêm một lớp bụi khác. Ngôi sao thành viên xấp xỉ của nó là 80 thành viên. Các ngôi sao của nó có quang phổ từ B0 trở lên và các ngôi sao của nó có những ngôi sao sáng như HD 10494, F5Ia và ta còn thấy nó có 3 ngôi sao Be.
Cụm sao này được cho là tạo thành một phần của mối liên kết sao Cassiopeia OB8. Mối liên kết này nằm trong nhánh Anh Tiên của Ngân Hà cùng với những cụm sao mở khác là Messier 103, NGC 654, NGC 659 và một vài ngôi sao siêu khổng lồ mà phân bố giữa chúng. Tất cả những ngôi sao này đều có tuổi và khoảng cách tương đương nhau.

## Dữ liệu hiện tại
Theo như quan sát, đây là cụm sao nằm trong chòm sao Thiên Hậu và dưới đây là một số dữ liệu khác:
Xích kinh 01h 44m 00s
Độ nghiêng +61° 53′ 06″
Cấp sao biểu kiến 6.5 
Kích thước biểu kiến 5'